# 비야디 자동차

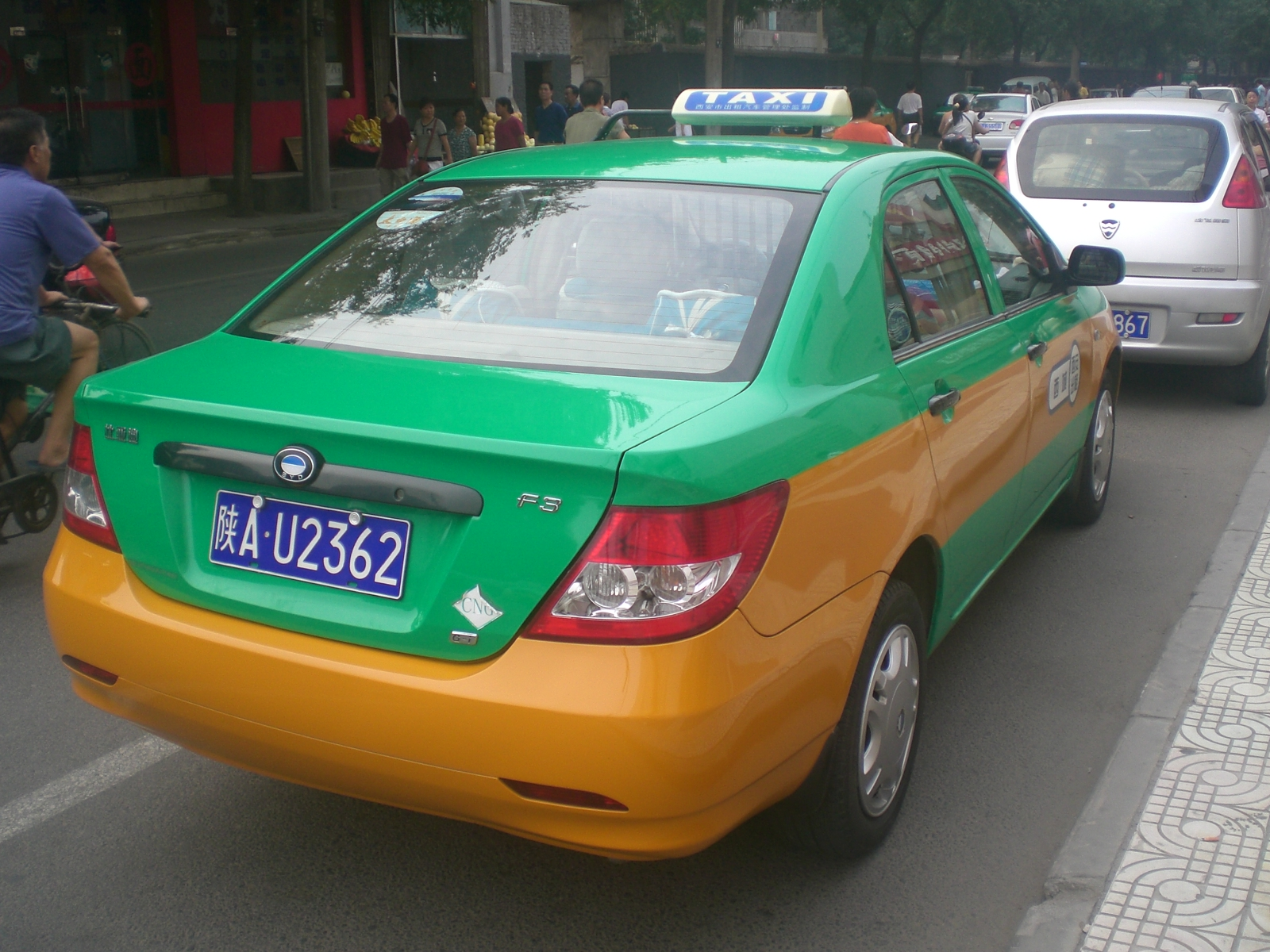
BYD F3

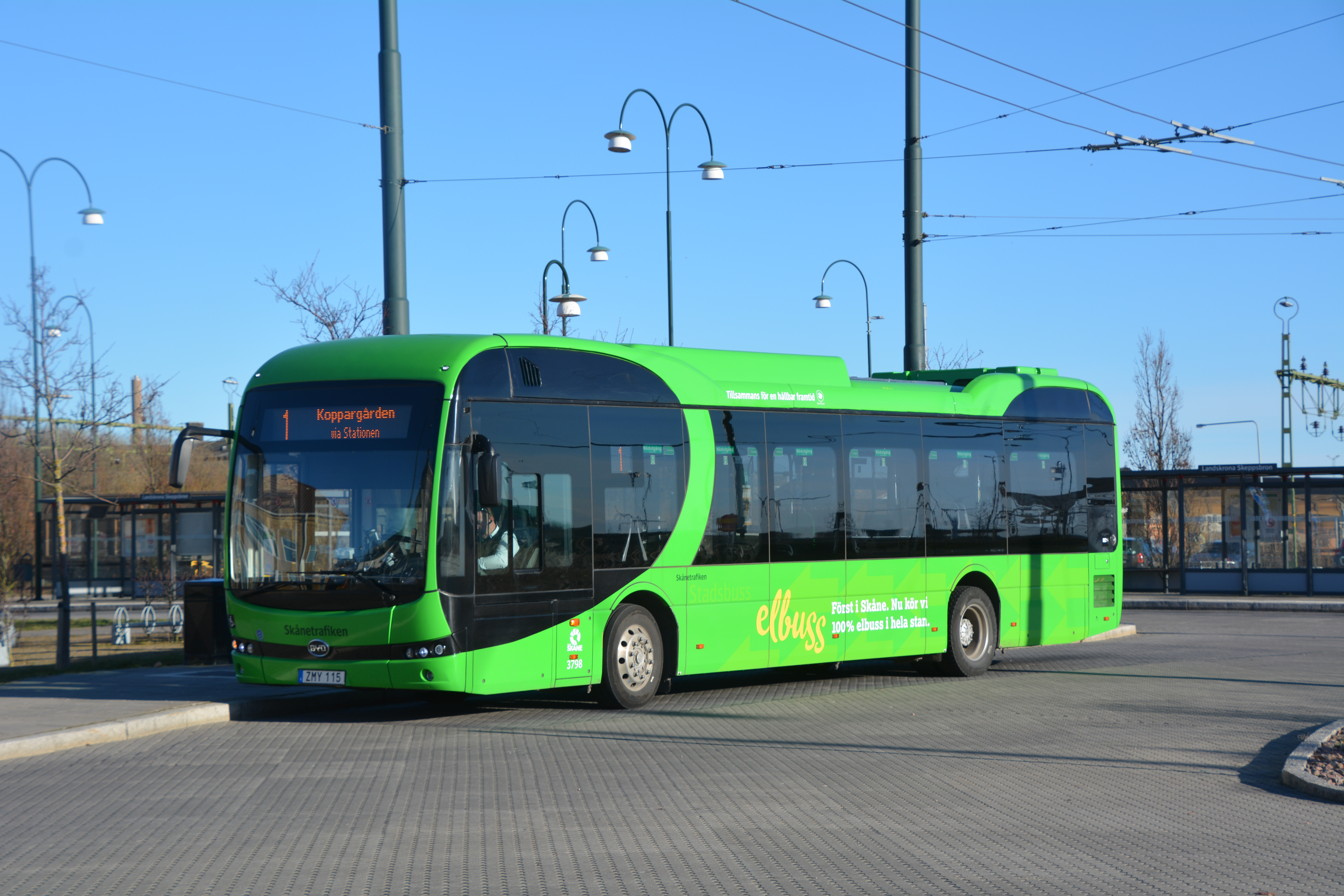
스웨덴에서 운행하고 있는 비야디 전기버스

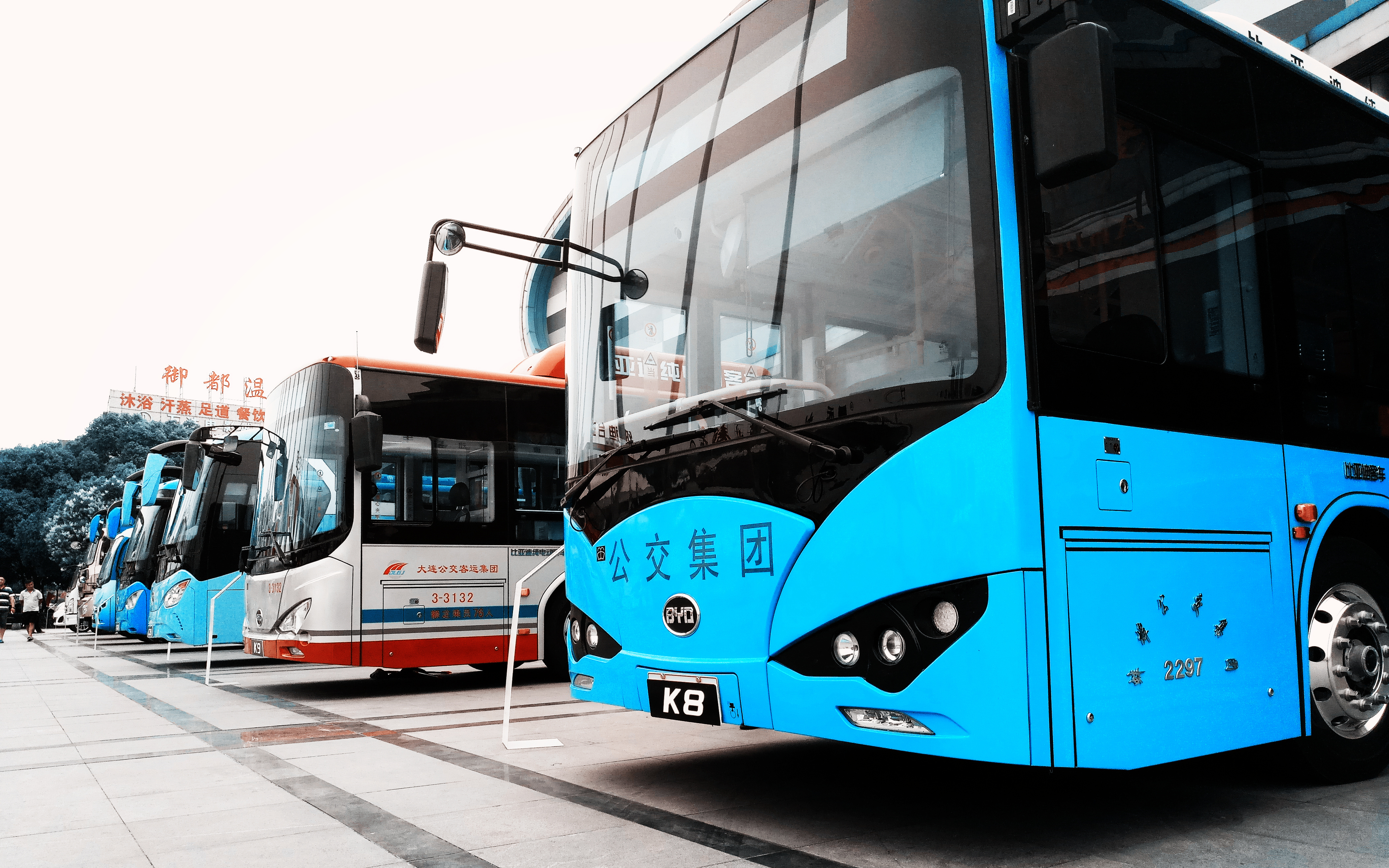
비야디 K8A, K9FE, C9, C8, K6, T8SA, T3

비야디 자동차(영어: BYD Auto, 중국어 간체자: 比亚迪汽车, 정체자: 比亞迪汽車, 병음: Bǐyàdí Qìchē)는 중국 광둥성 선전시에 있는 자동차 제조사로, 충전지 제조업체인 비야디 주식회사의 자회사로 2003년에 설립되었다. 2008년 12월 비야디 자동차는 'F3 듀얼 모드'라는 삽입식 하이브리드를 양산하여 판매하기 시작하였다.
중국 산시성 시안시에서는 운행하는 택시의 절반 가량이 비야디 F3이다. 비야디는 2007년 하반기에 산시성 정부와 협력을 맺고 이 지역에 F3을 택시로 공급하기 시작하였다.
대한민국에서는 현대자동차, 중통버스와 더불어 전기버스를 공급하고 있는 업체로 알려져 있으며, 비야디 C6와 비야디 K9 전기버스가 대한민국에서 운행 중이다. 2023년 4월에는 1톤 전기트럭인 T4K를 내놓았다. K9 전기버스는 한동안 중간에 플러그인 도어를 장착해서 판매했으나, 일반적인 글라이딩식으로 바꿨다. T4K 트럭은 후륜 근처에 모터와 DC콤보-1 충전구를 설치하고, V2L을 설치했으며, 앞/뒤 모두 리프 서스펜션을 적용하고 배터리 충전 출력을 높게 세팅하는 등 약간씩 차별화된 요소를 보여 주고 있다. 수입 대행은 GS글로벌이 담당하고 있다.
또한 토레스의 전기자동차 버전인 EVX에 자사의 리튬인산철 충전지를 공급하기로 하면서, CATL과 더불어 대한민국에서 전기자동차용 충전지로 널리 알려지게 됐다.

## 같이 보기
- 비야디